# Der Deutschlandexpress
Der Deutschlandexpress var en modeljernbaneudstilling i Nordsternpark i den tyske storby Gelsenkirchen. Med 700 m² var det Tysklands tredje- og verdens fjerdestørste modeljernbaneanlæg, kun overgået af Miniatur Wunderland i Hamburg, Loxx i Berlin og Northlandz i New Jersey. Anlægget var i Skala H0 (størrelsesforhold 1:87), digitalstyret og baseret på Märklins systemer.
Bygningen af anlægget blev påbegyndt i 1997 var hovedsageligt færdigt 30. april 1999. Anlægget var udformet som en rejse gennem Tyskland med landskaber rækkende fra Nordsøen, over Ruhr-distriktet, Rhinlandet og Bodensee til Schweiz. Anlægget blev bundet sammen af over 250 tog med mere end 4.000 vogne. Desuden var der mere end 15.000 figurer, 5.000 lamper, 1.100 bygninger, 1.750 vejkøretøjer og meget andet på anlægget. Mange broer, bygninger og landskaber havde forbilleder i virkeligheden. Andre højdepunkter var det pyramideformede udsigtspunkt Tetraeder, en bevægelig varmluftsballon, et tivoli og en kirkegård med gravlamper og spøgelser. Gader, huse og tog var forsynet med belysning til, når natten sænkede sig over anlægget. Udover anlægget var der to spor 1-modeljernbaneanlæg til børn og en biograf.
I slutningen af august 2016 blev driften af anlægget midlertidigt indstillet på grund høje driftsomkostninger. Anlægget lukkede endeligt 31. december 2016.